# Europese kampioenschappen zeilwagenrijden
Het Europees kampioenschap zeilwagenrijden is een door de Internationale Vereniging voor Zeilwagensport (FISLY) georganiseerd kampioenschap voor zeilwagenracers. 

## Historiek
De eerste editie van het Europees kampioenschap vond plaats in 1963 in het Duitse Sankt Peter-Ording.

## Edities
| Editie | Jaar | Locatie                                      |
| ------ | ---- | -------------------------------------------- |
| 1      | 1963 | Sankt Peter-Ording (BRD)                     |
| 2      | 1964 | De Panne (België)                            |
| 3      | 1965 | Le Touquet (Frankrijk)                       |
| 4      | 1966 | Lytham St Annes (Verenigd Koninkrijk)        |
| 5      | 1967 | Sankt Peter-Ording (BRD)                     |
| 6      | 1968 | De Panne (België)                            |
| 7      | 1969 | Cherrueix (Frankrijk) Saint-Malo (Frankrijk) |
| 8      | 1970 | Lytham St Annes (Verenigd Koninkrijk)        |
| 9      | 1971 | Sankt Peter-Ording (BDR)                     |
| 10     | 1972 | Oostduinkerke (België)                       |
| 11     | 1973 | Berck-sur-Mer (Frankrijk)                    |
| 12     | 1974 | Lytham St Annes (Verenigd Koninkrijk)        |
| 13     | 1975 | Sankt Peter-Ording (BRD)                     |
| 14     | 1976 | De Panne (België)                            |
| 15     | 1977 | Saint-Jean-de-Monts (Frankrijk)              |
| 16     | 1978 | Lytham St Annes (Verenigd Koninkrijk)        |
| 17     | 1979 | Sankt Peter-Ording (BRD)                     |
| 18     | 1980 | Oostduinkerke (België)                       |
| 19     | 1981 | Hardelot (Frankrijk)                         |
| 20     | 1982 | Brean Sands (Verenigd Koninkrijk)            |
| 21     | 1983 | Newcastle (Ierland)                          |
| 22     | 1984 | Sankt Peter-Ording (BRD)                     |
| 23     | 1985 | De Panne (België)                            |
| 24     | 1986 | Saint-Jean-de-Monts (Frankrijk)              |
| 25     | 1987 | Lytham St Annes (Verenigd Koninkrijk)        |
| 26     | 1988 | Borkum (BRD)                                 |
| 27     | 1989 | Oostduinkerke (België)                       |
| 28     | 1990 | Terschelling (Nederland)                     |
| 29     | 1991 | Duinkerke (Frankrijk)                        |
| 30     | 1992 | Lytham St Annes (Verenigd Koninkrijk)        |
| 31     | 1993 | Sankt Peter-Ording (Duitsland)               |
| 32     | 1994 | De Panne (België)                            |
| 33     | 1995 | Terschelling (Nederland)                     |

| Editie | Jaar  | Locatie                                                                                            |
| ------ | ----- | -------------------------------------------------------------------------------------------------- |
| 34     | 1996  | Asnelles (Frankrijk)                                                                               |
| 35     | 1997  | Lytham St Annes (Verenigd Koninkrijk)                                                              |
| 36     | 1998  | De Panne (België)                                                                                  |
| 37     | 1999  | Borkum (Duitsland)                                                                                 |
| 38     | 2000  | Terschelling (Nederland) Portbail (Frankrijk)                                                      |
| 39     | 2001  | Vendée (Frankrijk)                                                                                 |
| 40     | 2002  | Lytham St Annes (Verenigd Koninkrijk)                                                              |
| 41     | 2003  | De Panne (België)                                                                                  |
| 42     | <2004 | Sankt Peter-Ording (Duitsland)                                                                     |
| 43     | 2005  | Terschelling (Nederland) Benone (Ierland)                                                          |
| 44     | 2006  | Le Touquet (Frankrijk) Gravelines (Frankrijk)                                                      |
| 45     | 2007  | Hoylake (Verenigd Koninkrijk) Pembry (Verenigd Koninkrijk)                                         |
| 46     | 2009  | Sankt Peter-Ording (Duitsland)                                                                     |
| 47     | 2010  | De Panne (België)                                                                                  |
| 48     | 2011  | Hoylake (Verenigd Koninkrijk)                                                                      |
| 49     | 2013  | Sankt Peter-Ording (Duitsland) Borkum (Duitsland)                                                  |
| 50     | 2015  | De Panne (België) Oostduinkerke (België)                                                           |
| 51     | 2016  | Bretteville-sur-Ay (Frankrijk) Leucate (Frankrijk)                                                 |
| 52     | 2017  | Hoylake (Verenigd Koninkrijk)                                                                      |
| 53     | 2019  | Terschelling (Nederland)                                                                           |
|        | 2020  | Geannuleerd wegens Covid                                                                           |
|        | 2021  | Geannuleerd wegens Covid                                                                           |
| 54     | 2022  | Camiers (Frankrijk) (2, 3 ,S, 5) Marck (Frankrijk) (Kite Buggy) Gravelines (Frankrijk) (Miniyacht) |
| 55     | 2023  | De Panne (België) (2, 3, S, 5) Lytham St Annes (Verenigd Koninkrijk) (Miniyacht)                   |
| 56     | 2024  | |